# SABミラー

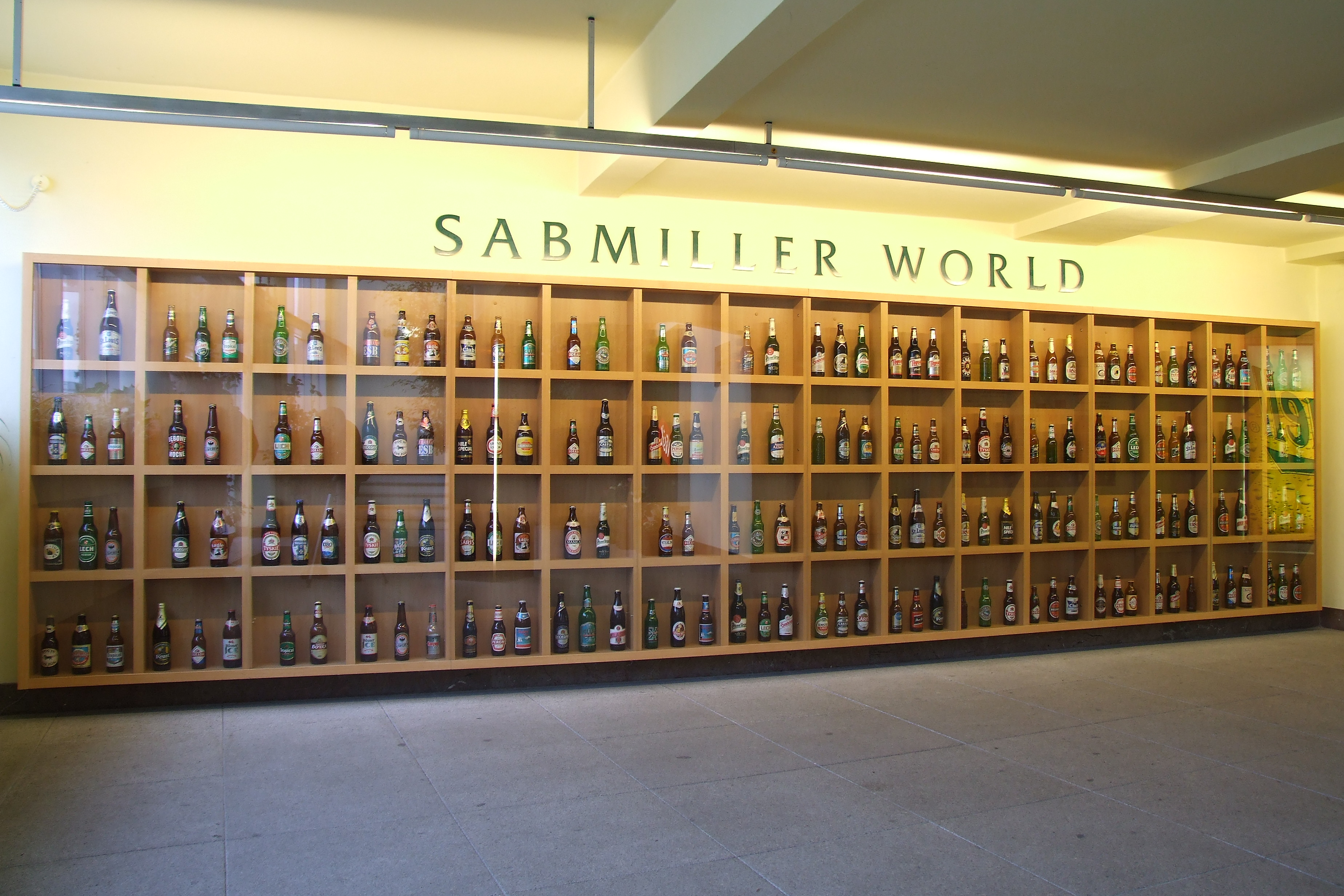
SABミラーのビール - プルゼニでの展示会にて

SABミラー（SABMiller plc）は、イギリス・ロンドンのシティ・オブ・ウェストミンスターにあった醸造会社。
2016年10月に、アンハイザー・ブッシュ・インベブに買収され企業として消滅した。
SABミラーの母体は1895年に本社ロンドン、工場ヨハネスブルグとして作られた南アフリカ醸造社 (South African Breweries) （SAB）。1950年に本社を南アフリカのヨハネスブルグに移した。南アフリカや周辺各国でシェアを伸ばすものの、国際的に非難を浴びた南アフリカのアパルトヘイト政策が1991年に廃止されるまで、そのあおりを受けて世界的ブランドにはならなかった。1999年に本社を再びイギリスに移してから世界各国のブランドの買収に乗り出し、2002年にアメリカ第2のビール会社ミラーを買収してSABミラーとなった。
そのブランドのうち6つが世界トップブランド50に入っていた。コカ・コーラ製品のボトラーであり、その規模も世界最大級であった。2008年の売り上げは214億USドル。SABミラーが所有する有名ブランドは数多く、ピルスナー・ウルケル、ペローニ・ナストロ・アズーロ、グロールシュ、ミラー・ジニューイン・ドラフトなどは世界的ブランドであった。この他、世界各国の大手ローカルブランドも持っていた。買収時点でのビール生産量は世界2位であった。

## 歴史

### 南アフリカ醸造社
SABミラー社の母体は1895年、南アフリカのヨハネスブルグに作られた南アフリカ醸造社 (South African Breweries) （SAB）である。当時のヨハネスブルグはトランスヴァール共和国に属し、1886年に発見された金鉱を掘るために作られた町である。金鉱発見を契機にゴールドラッシュが起こり、この町に世界中から移民が集まっていた。1886年は南アフリカとイギリスとの間で行われた第一次ボーア戦争と第二次ボーア戦争の中間時期に当たる。当初は本社機能はイギリスのロンドンにあった。
会社は急成長し、1897年にはヨハネスブルグ証券取引所に上場、翌1898年にはロンドン証券取引所に上場された。1902年には資本金を倍に増やし、非鉱業会社としては南アフリカ最大の企業となった。1950年に本社をロンドンからヨハネスブルグに移した。
1910年には南ローデシア（現ジンバブエ）に進出し、1956年から1979年にかけて南アフリカの競合他社を盛んに買収した。また、1978年から1982年にかけて、隣国のボツワナ、レソト、スワジランドに進出した。1988年にはアフリカ北西沖カナリア諸島のカナリア諸島醸造社（Compañía Cervecera de Canarias SA）を買収した。しかしながら、1948年以降の南アフリカは、人種隔離政策アパルトヘイトのため国際的には不人気であり、アパルトヘイトが廃止される1991年まで、カナリア諸島醸造社以外の欧米企業買収はならなかった。ただし、SABは南アフリカで初めて人種非差別雇用を採用した会社である。
1999年にプライマリー市場をロンドン証券取引所に変更し、本社もロンドンに戻した。さらに2002年にはアメリカのアルトリアグループから醸造量アメリカ2位のミラーを買収し、名称を現在のSABミラーに変更した。この際、アルトリアグループがSABミラーの株式28.7％を取得している。さらに2005年に南アメリカで2番目に大きな醸造会社Bavaria S.A.を買収して、AguilaやClub Colombiaなどのブランドを手に入れた。

## 役員

### 最高経営責任者

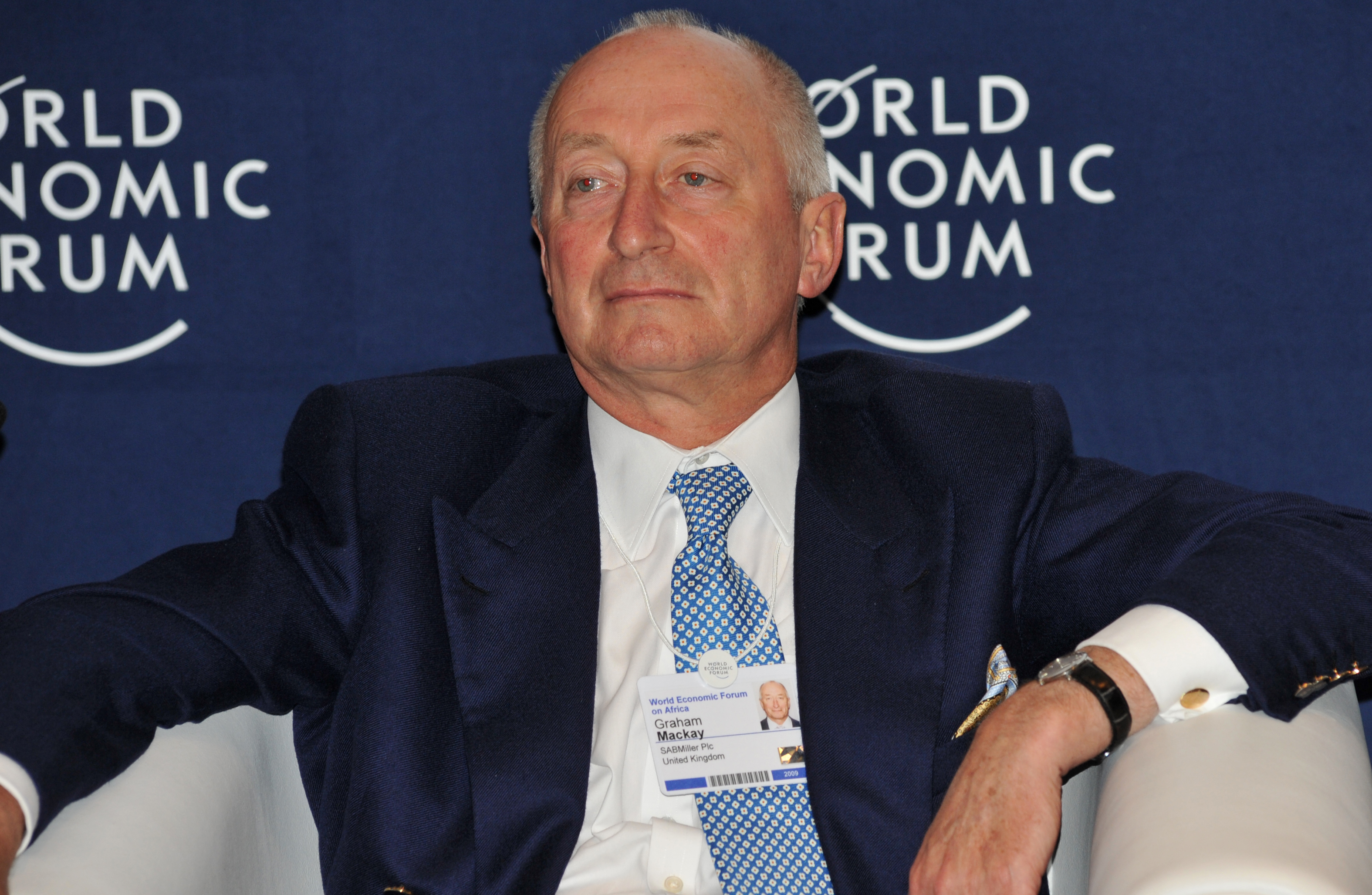
グラハム・マッケイ（2009年）

2010年時点の最高経営責任者はグラハム・マッケイ。1949年、南アフリカ生まれ。1978年にSABに入社し、本社をイギリスに移した1999年から就任。

### 会長
2010年時点の会長はメイヤー・カーン。1966年に入社し、1981年からSABの重役、1990年から最高経営責任者、1999年から就任。

## ブランド
SABミラー自身によって次の4つが「世界的ビール」と位置づけられていた。
- ピルスナー・ウルケル
- ペローニ
- ミラー
- グロールシュ

その他、地域ブランドとして150ほどを所有していた。また、SABミラーはコカ・コーラのボトラーとしても世界最大級であり、世界14の市場に炭酸清涼飲料を出荷していた。

## ビール事業

### 南アフリカ
南アフリカでの事業活動は重要であり、2008年のEBITA（利益を表す一指標）の27％がここから生じていた。SABの清涼飲料部門は、南アフリカでコカ・コーラ関連飲料生産の最大手であった。
この地域のブランド：Castle Lager, Castle Milk Stout, Hansa Marzen Gold, Hansa Pilsener, Castle Lite, Sterling Lite Lager, Redd’s, Brutal Fruit, Saritaなど。

### 他のアフリカ
SABミラーが醸造関係で活動しているアフリカの国は31に及んでいた。
この地域のブランド：, 2M（モザンビーク）, Kilimanjaro, Castle Milk Stout（タンザニア）, Nile Special（ウガンダ）, St Louis（ボツワナ） , Eagle

### アジア
中国では、華潤傘下の華潤創業（China Resources Enterprise）との合弁会社で、中国最大売り上げのブランド「雪花ビール」を販売しており、また「ハルビンビール」も傘下に収めていた。
2003年にはインドで2番目に大きなブランドショーウォレスを買収しており、ベトナムとオーストラリアでも合弁で醸造事業を行っていた。2006年にはフォスターズラガーから同社のインド部門を買収し、インドとベトナムで事業を展開していた。
この地域のブランド：Royal Challenge, haywards 5000, Knock out, Indus Pride, Fosters（インド）, Zorok（ベトナム）, 雪花（中国）

### ヨーロッパ
ヨーロッパ市場への参入は、1993年のハンガリーのドレハーブランドの買収から始まった。初期のSABミラーのヨーロッパ市場参入は中部及び東部ヨーロッパが中心であった。すなわち、ハンガリー、ルーマニア、ポーランド、チェコ、ロシアである。イタリア、フランス、イギリスにも参入していた。2008年にはグロールシュを8億1600万ユーロで買収した。
この地域のブランド: 
Pilsner Urquell, ガンブリヌス, ヴェルコポポヴィツキー・コゼル（チェコ）, ペローニ（イタリア）, Tyskie（ポーランド）, Ursus, Dreher（ハンガリー）, グロールシュ, Saris（スロバキア）, ティミショアレアナ（ルーマニア）, Zolotaya Bochka（ロシア）, Lech.

### ラテンアメリカ
SABミラーのラテンアメリカ市場への参入は、中米ホンジュラスのセルベセリア・ホンドゥレーニャブランドの獲得から始まった。その後、コロンビア、エルサルバドル、エクアドル、パナマ、ペルーに参入していた。
この地域のブランド：
Aguila, Club Colombia, Costeña, Poker (コロンビア), Cristal, Pilsen Callao, Pilsen Trujillo, Cusqueña, Arequipeña (ペルー), Pilsener (エクアドル), Pilsener (エルサルバドル), Golden Light, Port Royal, Salva Vida, Imperial (ホンジュラス), Atlas, Balboa (パナマ).

### 北アメリカ
2007年10月9日、SABミラーとモルソン・クアーズは合弁で新会社ミラークアーズを作ると発表し、翌年7月1日にシカゴに本社を置いて事業を開始した。社長、CEOはクアーズ側が出し、副社長兼営業担当重役はSABミラー側が出した。
この地域のブランド:Carling Black Label（カナダ）, その他ミラー (ビール)#製品一覧参照。

## その他の事業
南アフリカにあるリゾートサンシティはSABが建設していた。また、サザンサン・ホテル・グループは傘下であり、南アフリカなどでホリデイ・インのフランチャイズを持っていた。